# 魔法公主
《魔法公主》（日语：／ Mononoke Hime）是一部吉卜力工作室製作，由宮崎駿執導，於1997年7月12日首映的日本動畫電影。电影讲述在幻想的室町時代裡，一名蝦夷族的少年為了保護族人遭到邪魔的詛咒，為了解開詛咒，少年離開自己的家園尋求生路，一路上，他被目睹人類與森林神祇的衝突糾紛，更是被捲入由森林中的動物神靈與邪魔和人類之間的生存搏鬥戰爭，少年在這途中，邂逅一位由山犬神族扶養成人的少女，並且試著找出能夠化解大自然與人類的紛爭的方法。
故事舞臺在古時候的奇幻日本中的室町時代，在日本的十四世纪到十六世纪的室町時代期間，京都的室町幕府统治能力薄弱，在武家压倒贵族後，无论是贵族还是武家的文化都受到禅宗的影响。十四世纪末期以金阁寺为代表的北山文化，十五世纪末期蝦夷族人被迫隐居到本州的东北部。他們在1300年时已经融入日本社会当中。
此影片上映后使吉卜力达到新的里程碑。电影所累積193億日圓票房成績是吉卜力在此之前最賣座的動畫《紅豬》數倍以上，並且曾一度是日本電影史上票房榜首，直到同年底被《鐵達尼號》以及2001年同由吉卜力出品的《神隱少女》等其它影片所超越。
該作品也使吉卜力開始擁有與美國華特迪士尼公司接觸合作从而進軍國際市場的機會，吉卜力除了讓華特迪士尼旗下的米拉麥克斯影業負責此作在北美上映的事務外，並同時授權給華特迪士尼在全球發行過去《天空之城》、《龍貓》等吉卜力動畫的影音產品。

## 故事大綱
在古老的時代，日本大地被濃密的森林所覆蓋，古木參天，並有守護神在其中保護著這片大自然。這個時代，森林充滿各種動物與神靈，人類與獸類和平相處，山中的人類已經數百年來學會了如何與獸類共同生存。但隨著時間流逝，許多森林被砍伐殆盡，僅存的生態只能仰賴傳說中的「山獸神」和其他神靈保護。由於人類為了求生不得不砍伐樹木和狩獵動物，森林中的動植物逐漸減少。只有山獸神和神靈們仍然堅守著他們的崗位。然而，人類的破壞使得一些神靈因怨念而化為名為「邪魔神」的怪物，開始侵蝕和破壞這片森林。面對人類的不斷破壞，神靈們決心團結起來，保衛他們的家園，一場生死保衛戰展開了。
某日，住在蝦夷族村落 的的少年阿席達卡，在擊退襲擊村莊的名為拿各神的妖怪時，右臂遭到碰觸而被被下了詛咒。而這詛咒的本質是被人類射入鉛彈，導致原本對人類充滿仇恨的豬神轉變成邪魔神的媒介。為了斷絕詛咒，阿席達卡被村民趕離，踏上前往西方豬神出現之地的旅途。
在旅途中，阿席達卡經歷了與地侍戰鬥、與神秘男子疙瘩和尚相遇等事情，最終前往據說居住著古老神祇「山獸神之森」的地方。當抵達河岸時，阿席達卡發現有人被河水沖走而昏迷不醒。將他們救上岸後，只見遠處有一隻受傷的山犬和一名少女的身影。山犬和少女凝視著阿席達卡然後離開。隨後，阿席達卡等人在森林邊緣遇見了小精靈。在被引導進入森林深處後，他們抵達一個湖邊，那裡有一隻金光閃閃的鹿狀生物「山獸神」。當看到那個生物的瞬間，阿席達卡手臂上的傷痕劇烈地反應。
穿越山獸神之森，抵達男人們的村莊後，發現這是一個被稱為「達達拉城」（たたら場）的煉鐵據地。統治這片土地的黑帽大人讓村民製造名為「石火矢」的火藥，用以保護村莊免受森林中的物怪以及搶奪村莊的地侍的侵害。他們雖然意識到為了製造鐵而破壞自然，卻並非尊敬山獸神和妖怪。逐漸聽到村民的故事，阿席達卡開始明白對這些居民而言，黑帽大人是一個給予生存希望的存在。同時，他也得知原來射入鉛的子彈、使豬神成為邪魔神的罪魁禍首竟然是黑帽大人。
那天晚上，黑帽大人的性命受到名為「魔法公主」小桑的威脅。原來，小桑是阿席達卡在河邊遇到的那名被山犬族撫養長大的人類女孩。阿席達卡成功拯救了處於危險中的小桑，但自己也受到致命傷。阿席達卡躺在地上時，告訴小桑「活下去」的話，但憎恨人類的小桑卻想要殺死阿席達卡。然而，在阿席達卡告訴她「你很美」的瞬間，小桑感到動容而暫時停手。之後，小桑帶著阿席達卡來到山獸神居住的湖泊。看到山獸神神治癒阿席達卡的傷口，小桑決定讓他活下去並照料他。逐漸打開心房的小桑也讓阿席達卡開始思考，究竟是否有一條能讓森林和人類和平共處的道路。
此時，達達拉城聚集了一群身穿怪異服裝的男子，他們的領袖是疙瘩和尚。這些男子得到了來自天朝的許可，計畫殺死據傳擁有不老不死之力的山獸神。為了防止物怪干擾他們的砍伐行動，黑帽答應與他們合作。黑帽大人率領的隊伍出發，與前來挑戰的豬神大軍展開激戰。然而，在此期間，達達拉城卻遭到搶奪鐵的地侍襲擊。夜幕降臨，阿席達卡在森林中遇到黑帽大人，勸告他停止殺死神明，回去阻止正在襲擊村莊的地侍。離別後，阿席達卡尋找小桑，卻發現黑帽大人無視他的勸告，繼續前往湖泊。最終，黑帽大人見到了準備變身成夜晚形態的山獸神，無視阿席達卡的反對，終於取下了神明的頭顱。隨之而來，神明的身體噴發出大量怪異的液體，接觸的人們死亡，樹木枯萎。液體像海嘯一樣淹沒了整座山，森林枯竭，達達拉城也化為一片廢墟。
醒來的小桑看著死寂的森林感到絕望，對人類的憎恨爆發。然而，阿席達卡說服她還有希望，於是兩人合力阻止了企圖逃走的疙瘩和尚，並將神明的頭顱還給了山獸神。山獸神重新得到頭顱，但當它沐浴在晨光中時，卻突然倒地消失。這一瞬間，風吹過，已經枯萎的山上出現了少量綠意，而阿席達卡手臂上的詛咒也消失了。
小桑認為山獸神雖未復活，卻仍舊存在，而阿席達卡相信山獸神仍與他們同在，掌管生死之權。事後，黑帽大人領悟過錯，協助達達拉城的村人重建家園。在山邊，小桑感謝阿席達卡的幫助，雖無法釋懷人類但心存感激。阿席達卡尊重小桑的選擇，他選擇居住在達達拉城，定期騎著亞克路探望小桑。兩人在草原中微笑别过。
最後，畫面轉至倒下的大樹上長出嫩芽的一株樹旁，一個小精靈出現，搖動著頭發出咔哒聲，結束了整個故事。

## 角色

### 蝦夷族村落
阿席達卡（另译为“飞鸟”）
配音：松田洋治（日本）；李勇（台灣）；郭志權〈安樂〉／謝嘉豪〈洲立〉（香港）；比利·克鲁德普（美國）
本片男主角，是一位繼承著領導者血統、性格正直、溫柔寡言、箭術優異的蝦夷少年。
原本受到村民們的看好擔任下任部落的村長，但在保護村莊不受到化為邪魔神的山豬神靈拿各的襲擊時受到祂給予的詛咒。為了尋找解開詛咒的方法只能永久離開部落前往西方。
在過程中，他來到一個名為達達拉城的煉鐵據地，認識被山犬神族莫娜扶養成人的小桑，也得知達達拉城與森林結下樑子是引來邪魔神的源頭。他在被捲入該城鎮對抗森林神祇與神靈的戰爭中試圖找到化解衝突的方法，並保护小桑與森林的守護神——山兽神。最後决定居住在達達拉城，並且會时常骑着亞克路来探望小桑。
卡雅
配音：石田百合子（日本）；劉小芸（台灣）；曾佩儀〈安樂〉（香港）；塔拉·史壯（美國）
稱阿席達卡為哥哥，實際為其未婚妻的蝦夷族少女，在知道身受邪魔神的詛咒的阿席達卡將會永久離開部落前往西方的消息，不顧違背禁止送行的命令將自己所珍藏的黑曜石碧玉石刀做成護身符送給阿席達卡，保佑他能夠平安抵達西方國度，也絕對不會忘記他。
神婆
配音：森光子（日本）；黛比·德瑞貝利（美國）
村裡的年老巫女，在阿席達卡身中邪魔神的詛咒時進行卜卦，給予他找出解除詛咒的重要啟示。
亞克路
一頭長著一雙巨角、性情溫馴的羚羊，是蝦夷族人最忠心的座騎，對自己的主人阿席達卡也很忠誠，從來沒有棄他不顧。

### 山獸神森林
小桑
配音：石田百合子（日本）；林芳雪（台灣）；林元春〈安樂〉／譚美琼〈洲立〉（香港）；克萊兒·丹妮絲（美國）
女主角。人類少女，擁有「魔法公主」的名號，與山犬神族莫娜一族為伴，將侵略森林的人類視為敵人。
外觀上平時以披帶著狼毛皮及掛著赤色的奇異造型面具打扮，並在臉上刺有紅色圖像的刺青，身配利器专门刺杀企圖毀滅森林的人类。
因為親生父母在砍伐森林時遭受莫娜一族的攻擊，他們為保命便將剛出生的她遺棄在森林，而被莫娜視為女兒撫養成人，之後將莫娜一族視為家人，把人類視為仇人。
非常關心著森林的一切事物，視自身為山犬而非人類，並且對有意要毀滅森林的黑帽大人與其他人類產生殺意。剛开始对阿席达卡充满敌意，但被他的真诚与勇敢所感动，儘管事件落幕後無法放下對抗人類的執著，但渐渐地对阿席达卡的态度有所好转，最終選擇回歸森林生活。
莫娜
配音：美輪明宏（日本）；崔幗夫（台灣）；吉蓮·安德森（美國）
年齡三百歲、能說人語、外型有著雙尾、守護著山獸神森林的巨大山犬神族，為乙事主的舊識，本身育有兩子。
雖然非常痛恨長期入侵和破壞森林並且迫害其他森林的神靈與動物的黑帽等人類，卻願意撫養同為人類卻遭遇被親人給捨棄之苦的小桑。曾對阿席達卡訴說自己對於人類的仇恨和想要守護山林的心，卻放不下養女小桑，曾想過她既非人類也非山犬，甚至面對森林滅亡來臨時也會帶著她上路，最後仍是期望小桑或許能和阿席達卡一起活下去。在小桑被化身邪魔神的乙事主給困住時，將原本為了對付黑帽的僅存力氣救回小桑，最後在山兽神親手結束自己的生命時把小桑交託給阿席達卡，然而，當山兽神被黑帽射殺時卻憑藉著遺留下來的力量從短暫復甦，以僅存的首級咬掉黑帽的一條手臂。
莫娜之子
配音：渡邊哲（日本）
莫娜的兒子，為兩匹能說人語守護在小桑身旁的白色山犬神族。
山獸神
掌管森林與生命的神祇，平時以巨形麒麟野鹿的外觀、珊瑚般的角、類似鳥類的三個蹄印爪子與四肢，以及人面狒狒的面孔模樣現身，其血液在外界流傳著可以獲得長生不死亦可以治癒眾多疾病與不治之症和解除所有詛咒的能力。是唯一能制服並且引渡邪魔神的神靈。
具備能給予生物是否能存活的力量，曾出面救下阿席達卡的性命還有引渡變成邪魔的乙事主之怨靈。
在白天時以神鹿的姿態現身，午夜時會變化成散發螢光、半透明樣的「螢光巨人」。

### 達達拉城
黑帽大人
配音：田中裕子（日本）；王彬（台灣）；陸惠玲〈安樂〉／謝月美〈洲立〉（香港）；蜜妮·卓佛（美國）
煉鐵據地達達拉城的女城主，受眾人敬仰、性格冷靜又有能力，是唯一將被隔離的痲瘋居民視為人類來看待，並且照料與給予他們生存希望的人。
在《诞生物语》里透露，出身於貧困家庭，過去曾遭受到人口買賣嫁给一个外国强盗首領，但由于其残暴的個性，她杀害自己的丈夫，並带着财宝以及一路跟隨的部下權三回到日本。
曾為建造達達拉城而砍伐森林佔為領地，與森林中的動物神靈族及山犬神族莫娜一族和小桑結下樑子，其實一直保护着妇女和許多弱势的病患，可是卻被朝廷給利用而与山獸神两败俱伤。更讓自己的一條手臂被僅剩首級的莫娜給咬斷，最后領悟到自己的錯誤，帶領村人們重建達達拉城。
權三
配音：上條恒彦（日本）；康殿宏（台灣）；約翰·迪·馬吉歐（美國）
黑帽大人身邊的侍從，綽號「光頭」，雖然不會游泳、性格魯莽，但對黑帽大人忠心耿耿。
甲六
配音：西村雅彥（日本）；姜先誠（台灣）；黎偉明〈安樂〉（香港）；約翰·德米塔（美國）
阿時的丈夫，達達拉城中飼養牛的村民，性格溫吞懦弱。
曾在運送稻米的途中遭遇莫娜一族的攻擊，而不慎從懸崖掉落河邊，被阿席達卡所救。
阿時
配音：島本須美（日本）；劉小芸（台灣）；雷碧娜〈安樂〉（香港）；潔達·蘋姬·史密斯（美國）
達達拉城裡的女性之一，為甲六的妻子，本身豪爽的性格在團體裡有如領導般的存在。
姬朵
配音：都築香彌子（日本）；陳季霞（台灣）
達達拉城裡的女性之一
因丈夫被山犬神族給殺害而想向小桑展開報仇，在一時激動情況下誤射傷阿席達卡。

### 其他人物．神祇
疙瘩和尚
配音：小林薰（日本）；雷威遠（台灣）；比利·鮑伯·松頓（美國）
神秘組織「唐傘連」的使者，受上級「師匠連」的指示促使黑帽獵取山獸神的首級，便策劃與達達拉城做下協定的計畫。
曾出手幫助阿席達卡並且告知他有關邪魔神是為何創造出來，以及「山獸神森林」等情報。

拿各
配音：佐藤允（日本）；甄錦華〈安樂〉（香港）
統領西方出雲山林地區的大型紅棕色野豬神靈，體型遠比其他巨野豬神族領袖的體型巨大，可能與乙事主相當，受到所有野豬神族領袖的敬畏與膜拜，對人類發射的箭能毫髮無傷。由於對人类不断砍伐森林和獵捕生物的種種行徑感到很震怒，因此選擇殲滅和對抗人類砍伐森林的侵略。

剛開始在西方國度的山林帶領軍隊殲滅許多砍伐樹林和獵捕生物的人類（包含煉鐵據地「達達拉城」附近煉鐵場中的居民），直至達達拉城的城主黑帽在帶領石火箭部隊殲滅自己的族人與軍隊、毀滅山林的期間被她的石火箭給打傷時承受痛苦時逃至東方，最後因為怕死加上累積怨恨和積聚許多曝屍荒野的亡靈的怨念、冤屈與诅咒下變成「邪魔神」，還在阿席达卡所射杀時把诅咒转移到他的右手，臨終前留下自己對人類產生憎恨的遺言下轉為白骨。
拿各在变成邪魔神时，祂的身上布满如触手般的东西出自于宫崎骏“在极端愤怒的情绪之下，從身上的毛细孔仿佛会爆发长出邪恶的东西出来”的具体化表现。
乙事主
配音：森繁久彌（日本）；胡立成（台灣）；凱斯·大衛（美國）
掌管鎮西九州山林地區、率領所有野豬神族的長老，年齡達五百歲、擁有四顆牙、體型巨大的白色野豬神，曾與莫娜為舊識。其力量可以摧毀石頭與樹林，由於雙眼失明加上对族人變得矮小到智力退化的情况下很苦惱，卻為了捍衛野豬神的尊嚴選擇抵抗人類砍伐森林的侵略。

為了保護山獸神漢所有森林也要查明同類族人拿各的死因率領全野豬神族的領袖與其族人聚集於山獸神的山林，後來在得知拿各生前被率領「達達拉城」的人民來毀滅森林的黑帽用石火箭給射傷、累積對人類仇恨下變成邪魔神只能由阿席達卡給射殺而亡感到悲憤萬分。為了替拿各一族展開報仇因此率領全族前來討伐人類，但是自己在全族被與黑帽聯手的「唐傘連」部隊利用炸藥的攻擊下全軍覆沒而受重傷，加上接受小桑的引導往山獸神棲地的途中由於受到「唐傘連」部隊的猛攻中任由怨恨的侵蝕下化為邪魔神，最後被山兽神給超度而亡。
宫崎骏在《诞生物语》中透露他在配音过程中突发奇想出乙事主和山犬神族的首領莫娜有过恋情經歷，卻在一百年前就早已分手的剧情。
其名字中的“乙事”是取自宮崎駿別墅所在的長野縣詔訪郡富士見町的地名。:為此角色配音的森繁久彌，為昭和世代日本演藝圈的國寶級演員，1958年並曾擔任日本首部彩色動畫長片《白蛇傳》的配音。宮崎駿當年觀影時，就為森繁擔任配音的男主角許仙大為感動，此片也成為宮崎日後進入動畫業界的契機。因此宮崎駿籌拍《魔法公主》時還親自拜訪森繁，敦請他出任乙事主一角的配音。
猩猩
因森林被人類奪走而心懷怨恨的猩猩族，每夜皆會回到被開墾過的林地想種植樹木，并盲目地相信吃下人类便能获得力量藉此奪回森林。
木靈
森林中裡各種樹木的化身精靈，是外型渺小、接近透明骨頭的樣貌。

## 動畫製作

### 過程
早在20歲左右青年時期，宮崎駿就有著「要以日本為舞台來製作一篇奇幻作品」的想法。之後執導完《魯邦三世卡里奧斯特羅之城》後的1980年，宮崎駿曾繪製了一篇劇情類似歐洲童話《美女與野獸》，描述著一位名為「三公主」的少女和一位被天神懲處變身成山貓妖的少年一同生活，最後彼此墜入戀情及同樣名稱為《魔法公主》的繪本。當時宮崎駿曾試著向數個電視台推銷把這部繪本改編成動畫，但都未有回應而無下文。
推銷改編動畫方案不成功後，宮崎駿仍持續構想各種奇幻風格的作品，包括曾在1981年計劃要改編為電影，一部內容以幻想的戰國時代背景並有登場各種鳥形飛行機械載具的《戰國魔城》；或是於1983年出版，描述一位貧乏小國的王子修那為了人民食糧問題，而踏上尋找穀物種子冒險旅程的《修那之旅》。其中宮崎駿也有將《魔法公主》繪本裡頭一些點子套用在往後執導的《風之谷》、《龍貓》等動畫上。
事後宮崎駿開始檢討先前創作的《魔法公主》裡頭，有不少情節類似已流傳的世界民間故事，存在著缺乏原創的缺點，便開始透過一些人類自古以來與環境互動情況的相關書籍文獻，來增加新作品裡的世界觀。在製作完1992年上映的《紅豬》後，宮崎駿向吉卜力影片製作人鈴木敏夫透露有意想將《魔法公主》作為下一篇執導作品的念頭，接著在1993年4月期間他與電影導演黑澤明一同登場的特別對談節目上，表示著《七武士》是他所最欣賞的黑澤明電影外，並提到有想創作出屬於自己的時代劇想法。
於1994年8月1日正式開始進行了此影片的製作，而在目標正式敲定之前，宮崎駿另有籌備一套以蟲子為題材名為《毛毛蟲波羅》的動畫作品方案。之後鈴木敏夫個人猜測評估當時已接近六十歲的宮崎駿往後體能應該難以來負荷創作動畫，因此打算把《魔法公主》作為吉卜力最後、最盛大的一部作品，藉此能讓宮崎駿和吉卜力能各別在最風光情況下退休及結束運作，便建議他挑選《魔法公主》來製作。
而在影片製作的中途，宮崎駿曾經嘗試想將此片名改成《阿席達卡𦻙記》。「𦻙記」為宮崎駿自己創造的字彙，意思是「一段口耳相傳的故事」。但鈴木敏夫否決了這個名字，認為原先的片名《魔法公主》較能給人強烈印象。就在倆人意見堅持不下時，鈴木敏夫率先在電視上公開的預告報導裡打出《魔法公主》片名，宮崎駿在事後得知時雖不悅，但後續未對此事作其它回應。而日本電視台影片製作人奧田誠治對此認為過去宮崎駿的影片標題皆帶有假名為特徵，便支持鈴木敏夫的決定。
《魔法公主》花費了近3年的時間製作，繪製了累積14萬多的畫稿，耗盡約25億日圓的製作費用。上映當天在日本全國260家電影館公開，之後有在當時任職於日本華特迪士尼公司影視部門的星野康二協助之下，獲得在美國上映機會，美國的華特迪士尼總部讓旗下子公司米拉麥克斯影業取得了此部影片在北美發行的權利，並有請小說家尼爾·蓋曼協助如何將片裡的文化背景含意轉換表達在英語版字幕上。

### 主題
對於在《魔法公主》描繪人類與自然之間的關係方面上，宮崎駿表示並不是想藉此對現今環境問題提供出一個解答，而是想向一般人對於環境的看法提出異議。基礎上為嘗試表達出人類應試著與世間的萬物共存，不應僅保留對自己有利益的事物，便將其它生物的價值給否定掉，並且有意將過去創作的吉卜力作品給推翻，來打破一般觀眾對於吉卜力作品印象是「關心自然、呈現出自然美好一面」的主觀看法。
作品裡將多項事物表現出皆有好與壞一面的複雜描寫，其中宮崎駿不想顧慮為了讓觀眾能比較好理解，而把內容給予簡化，他認為將內容簡化所呈現的世界觀反而會不夠真實與虛假，並且不想刻意決定誰是屬於善惡的一方。片中另外強調情緒上的控制，且不忌諱將暴力場景給直接呈現出來，宮崎駿認為若不將人類本身俱有的暴力性質給表現出，便難以理解如何去控制自己內心的怒意。
拍攝此影片動機上所針對的另一目標，是社會上那些抱持著「為何得活下去」如此疑慮的人們。宮崎駿不想將該作品成為會對於人類抱持著不信任感的電影，想表達出即使人類包含著正與負的特質，並在過往歷史遭遇各種情況，最後仍一路走了下來。
與過去的吉卜力作品比較之下，宮崎駿認為此影片思想與1995年的《心之谷》是架構在同一條線上。在《心之谷》片尾結束後男女主角即將開始面對自己的人生，沒有繼續描述出的問題，便轉由在《魔法公主》裡表現出。

### 靈感來源

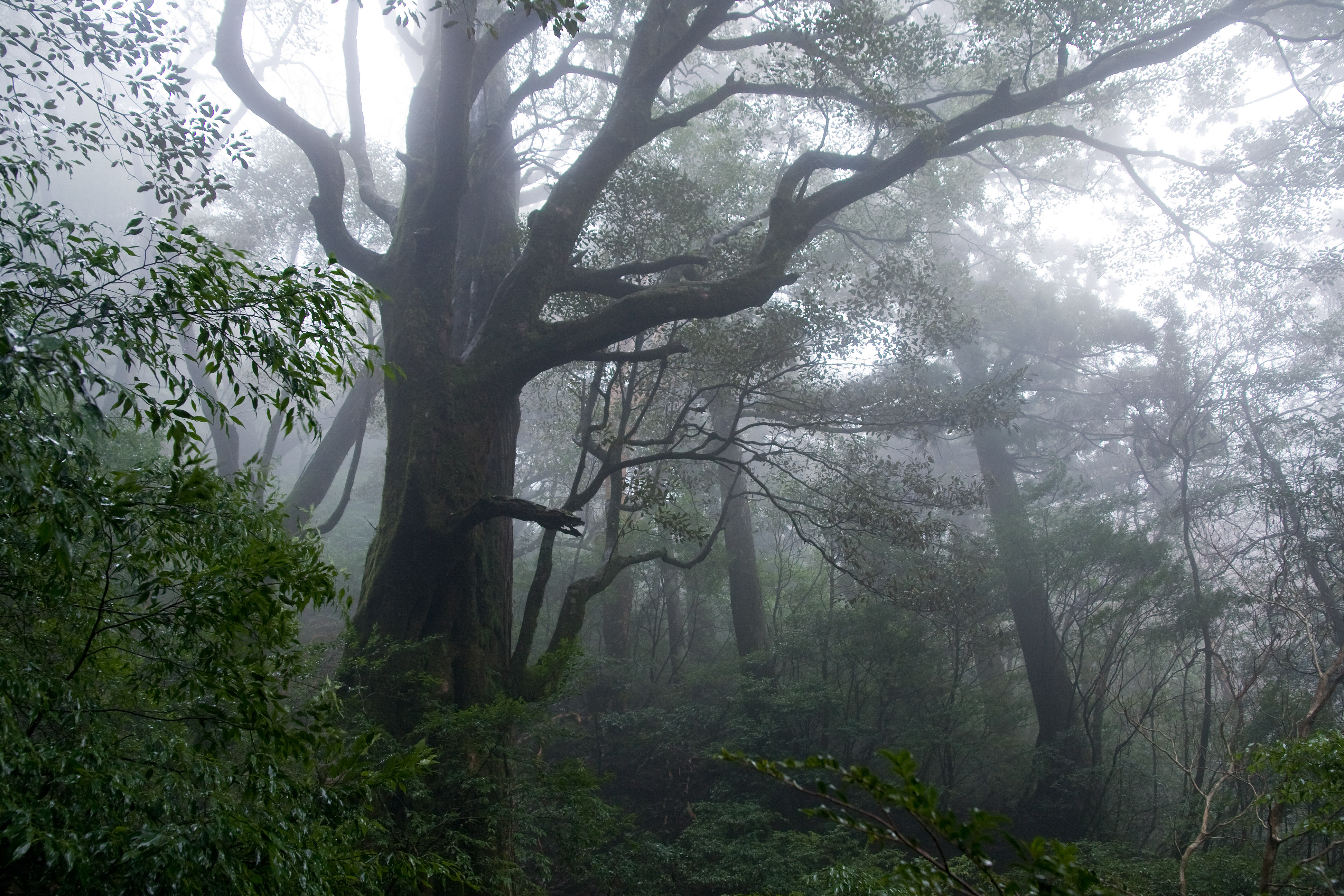
屋久島的森林一景。此一帶提供了本影片、以及宮崎駿過去發表的《風之谷》裡作品場景靈感。

作品內容為宮崎駿受植物學者中尾佐助的著書《栽培植物與農耕的起源》，裡頭提及的照葉樹林文化理論當中，有關古時日本人民與自然的互動情形所影響。而宮崎駿選定作品的背景建構在日本的室町時代上，則因該時期正有各樣形形色色的人物、職業興起，也是日本人民對於自然價值觀方面開始產生變化的時期。
在受影響的故事物語方面，過去日本會將煉鐵者鄙視為怪人的傳聞；或是像因工作傷害緣故而在外觀上缺手腳的巨人；有被火燒傷造成臉部潰爛的公主等等諸類題材之鄉野奇談，都激發著宮崎駿對於劇情的想法。而哲學家梅原猛以蘇美的《吉爾格美斯》神話所改編之戲曲裡，當中描述殺戮神祇的橋段則有被作為靈感來源。其它來自於西洋的戲劇文藝作品方面，宮崎駿有從美國電影導演約翰·福特所拍攝的一些描述著雖然背景出身於遭社會遺棄的團體裡；但內心有著一番抱負的野心人物之類劇情影片來獲得啟發。英國小說家蘿絲瑪麗·蘇特克里夫的著作《失落的第九軍團》，則曾一度讓宮崎駿藉此想將劇情構思成日本東北蝦夷民族與朝廷對抗的故事。
場景上出現的煉鐵廠「達達拉城」，來自宮崎駿幼時在上學途中目睹路經鐵匠鋪所產生的回憶。該鐵匠鋪的勞動情況讓當時宮崎駿心中對於煉鐵職業產生憧憬，進而影響到宮崎駿在進入動畫產業工作時，都有隨身攜帶著描繪煉鐵場面的草圖，另外小時他在報上所見刊登著中國大躍進時期民間製作的熔爐照片，也對此產生強烈印象。而達達拉城收留遭社會遺棄病患的描寫，則是宮崎駿在製作此影片抽空之餘去參訪位於東村山市一帶，專門收留麻瘋病患者的國立療養所多摩全生園之個人經歷，當時他對裡頭充滿痛苦、但又有流露出因活著而喜樂的情形感到印象深刻，並從該療養所的麻瘋病資料館得到相關參考。
劇中登場的武器裡，如達達拉城眾人使用的石火槍，有參考明朝時期使用的槍具。疙瘩和尚所屬組織唐傘連在與山豬神祇們戰鬥場景中，從坡嶺上踢下的爆破道具，則以金朝與蒙古軍對抗時使用的火藥為啟發。
片中的山獸神森林景色，主要以日本九州外海南方屋久島裡的原始森林為範本，其中宮崎駿先前的1984年動畫作品《風之谷》裡頭，所出現的腐海場景便是受屋久島森林所影響。而阿席達卡所屬村落一帶的森林景色，則採用了日本東北一帶的白神山地作為取景。

### 角色設計

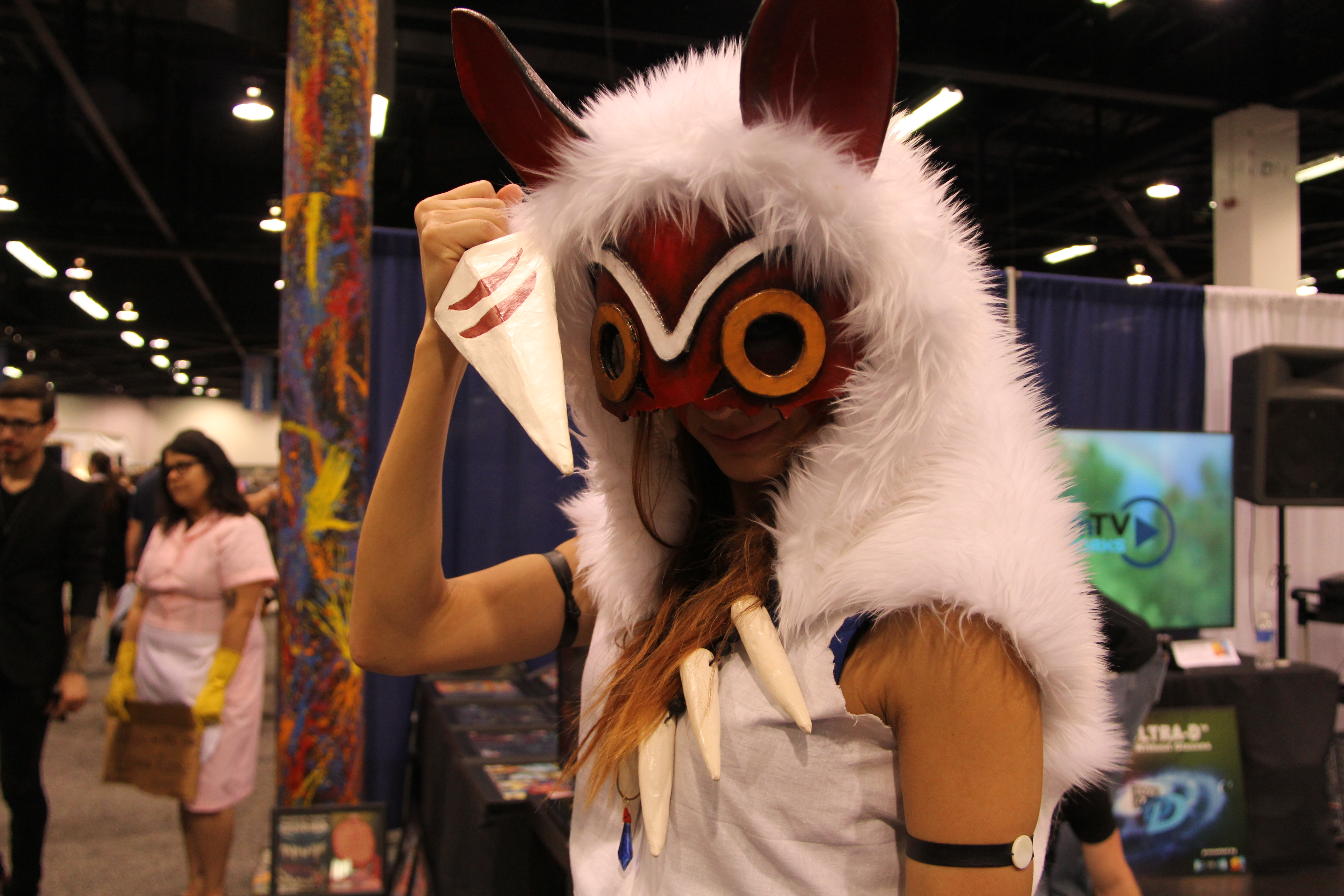
2015年WonderCon動漫會場上的一名小桑角色扮演者。小桑在片中以穿戴赤色的奇異造型面具、以及披著狼皮模樣的衣飾為特徵。

劇中主角阿席達卡出身被設定為過去曾抵擋日本朝廷一段時間，之後遭擊敗被迫隱居到日本東北部的蝦夷末裔，且讓他具備繼承著先前蝦夷一方領導者遺留下的血統。宮崎駿將他塑造成一位非典型的英雄人物，並表示著「阿席達卡不是一個快樂、無憂無慮的人物，他是一位憂鬱的少年，我覺得他就是我自己，而在此之前我不曾在電影中塑造這樣的角色。阿席達卡以非常荒謬的理由遭受到詛咒，只因為被逼得去殺死邪魔神這樣他原本不應該做的事情，但是從人類的角度來看他有充足理由這樣做，儘管如此他仍得受到死亡的詛咒。我認為這與目前的人類生活一樣，而這種荒謬可笑的情況便是生命的一部份。」。1998年宮崎駿於京都精華大學的演講會上說明著原先一開始就是要將阿席達卡設定為遭受到詛咒後，被村民們以異樣的眼光給趕出村落的，但動畫裡的表現卻讓人容易誤認為阿席達卡只是出去冒險而已。
和阿席達卡在同村落生活的卡雅，宮崎駿將她定位為是名原本往後會嫁給阿席達卡的少女，而她會稱呼阿席達卡為「哥哥」，則是宮崎駿將該村落設定成有著較年幼者會對較年長者以「哥哥」或「姐姐」來尊稱的習俗。對於卡雅在劇中的處境宮崎駿表示著「卡雅就是有著想與阿席達卡在一起的堅定想法，雖然阿席達卡最後選擇了小桑；但會與小桑生活在一起一點也不稀奇，因為這就是生活。」。另阿席達卡的座騎亞克路，名稱與外觀則是宮崎駿引用自己先前所創作漫畫《修那之旅》中裡頭登場的鹿。
女主角小桑的名稱由來出自於舊版《魔法公主》裡的「三公主」（「三」日文裡同音為）。受到「臉上長痣的公主」之類題材的日本民間故事影響，初期宮崎駿曾考慮在小桑臉部加上痣的斑塊，後續為了美觀方面考量改為現在刺青的模樣。小桑在劇中雖是與森林裡的神祇一同戰鬥，但宮崎駿並未將她定位為自然一方的代表，而是對於人類存在的質疑。
煉鐵廠達達拉城的領導者黑帽大人有著過去曾遭受到人口買賣，之後成為海盜首領的妻子的女性，後續因本身卓越的事物處理能力便藉機暗殺掉首領，便帶著財寶以及一路跟隨的部下權三逃回家鄉如此般背景設定。她被宮崎駿投影為20世紀的典型女性代表及理想人物，有著為了夢想不會遲疑去犧牲其他人、雖然會策劃具毀滅性的行動但不失目標、面對挫折也能立刻站起等人格特質。在影片製作期間對於鈴木敏夫而言，黑帽大人的作為讓她最後必須得在結尾犧牲掉才能給予劇情完整交代，但宮崎駿個人當時已對此角色投入感情，最後只決定讓她被莫娜咬走一條手臂而存活下來。另黑帽大人在初期曾被設定成是男性角色。
與阿席達卡、黑帽大人、等各方都有接觸的疙瘩和尚，宮崎駿將他定為是世界上最隨處可見的人物類型。他在作品中的立場是不問道德、純粹聽取上級命令而工作行事交辦的普通人。而疙瘩和尚在作品結尾未死去，是因宮崎駿不想否定掉社會上這種人物的存在。其中劇情裡他在野外夜宿時向阿席達卡傳達訊息的場景，則有引用《修那之旅》中一名神祕老者向漫畫主角修那透露出重要事物的橋段。
在森林的神祇方面，野豬神拿各在變成邪魔時從身上佈滿冒出如觸手般的東西，是宮崎駿以先前「自己在極端憤怒的情緒之下，感覺到身上的毛細孔彷彿會爆發長出邪惡的東西出來。」的體驗為靈感，所做出的具體化表現。而野豬神的長老乙事主的名稱，則是引用日本古時一座名為「乙事」的村落。山獸神在夜晚時的變身形態名稱螢光巨人，名稱為仿自日本流傳的巨人妖怪「大太法師」。

### 美術作畫

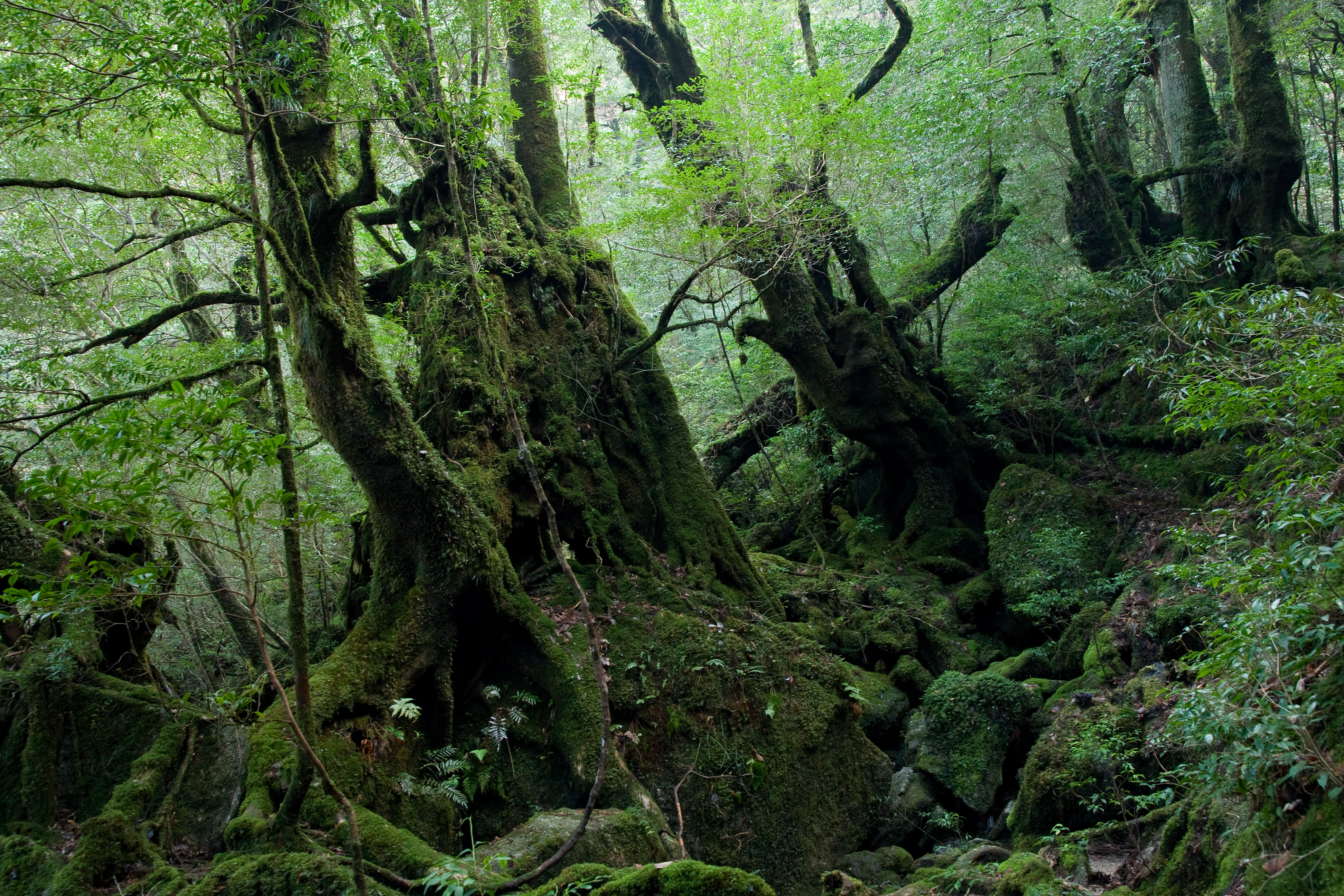
作品美術指導之一的田中直哉使用了屋久島白谷雲水峡一帶景點，來作為劇中小桑與乙事主敗戰撤退時的背景。

為了達成畫面上的細膩成果，吉卜力動用了在此作品之前最多的27名原畫成員。過去1995年吉卜力短篇電影動畫《On Your Mark》中展露頭角的安藤雅司，則在此影片首次嘗試作畫監督事務，他負責了有關角色處理與動作表現上的內容，另兩名作畫監督近藤喜文與高坂希太郎則處理需重繪以及較需難度的原畫後，再轉手給安藤雅司修正。
美術指導上聯合了男鹿和雄、山本二三、武重洋二、田中直哉、黑田聰共5人來擔任。其中在森林場景的畫面上主要由男鹿和雄與山本二三負責，他們分別前往白神山地及屋久島取景，也因取景地點位置一北一南的不同，讓作品裡混合著山毛櫸與照葉林的森林描寫。片裡與自然森林對照的達達拉城則由擅長描繪都市空間的武重洋二擔任，為了表現出與自然相抗衡的味道，武重洋二將達達拉城強調出能給予人有著厚重的感覺，以及彷彿是在森林一旁贅生物般地存在。
由百瀨義行、片塰滿則等人所組成的CG部門，在此影片進行了比前一部吉卜力動畫《心之谷》更多的數位畫面嘗試，包含以電腦製作背景來結合傳統手繪畫面，營造出劇情中阿席達卡被邪魔神追逐時的動態表現。或是透過3D模型設計出邪魔神身上宛如觸手般的邪惡物質，以及使用粒子系統打造山獸神化身為螢光巨人時身上散發的顆粒。其它像小桑用嘴吸莫娜身上傷口的場景裡，小桑嘴邊的血跡便是為了避免透過手工繪製時，會有不容易保持血跡色彩濃度和涵蓋範圍比例的情況，而改用CG繪製的血跡合成到小桑臉上。

### 配樂．插曲
影片配樂由與宮崎駿有長期合作的音樂家久石讓所創作，當時宮崎駿為了給予對方曲目上靈感，寄送了名為《阿席達卡𦻙記》、《魔法公主》、《黑帽大人》等九首短詩作為參考。其中宮崎駿對於象徵影片的主旋律要有著「一方面給人感覺兇暴、一方面又感覺溫柔」之請求。
作品上映前一年的7月期間，久石讓在作為原聲帶雛形的印象專輯裡完成了十首曲目，不過當他觀看完成的劇本時發現作品裡眾多角色在感情上皆有著複雜描寫，便僅挑選印象專輯中三首曲目在原聲帶上，其餘皆重新創作。而表現出動畫中角色向自身情緒對抗的氣氛，亦為久石讓創作本次原聲帶的重點之一。
與影片同名的插曲《魔法公主》，是於製作過程中想在莫娜的洞窟場景裡安排一段音樂而被採用。該曲子在一開始印象專輯中是由久石讓的女兒藤澤麻衣所演唱，之後宮崎駿偶然在廣播上聽見米良美一的歌聲而對他產生了興趣，便請他在電影裡擔任演唱。之後在1999年6月期間，此歌曲有被納入在日本高中的音樂教科書裡。

### 配音
過去在宮崎駿的動畫《風之谷》裡為角色阿斯貝魯、以及《修那之旅》廣播劇版本裡主角修那配音的松田洋治，在此影片負責了阿席達卡的配音。松田洋治被選中契機除擁有先前參與過宮崎駿作品的經驗外，另包含鈴木敏夫偶然觀看到他在舞臺劇上的表現而產生了興趣。之後在配音面試的過程中，當宮崎駿聽見松田洋治講出劇中阿席達卡向莫娜求情不要讓小桑捲入戰爭的台詞「請放過她吧」時，便立刻決定採用。宮崎駿對於松田洋治的表現要求，是不要採用在舞臺劇上修飾過的聲音來錄製。而已習慣舞臺劇演出的松田洋治為了達到宮崎駿要求，以及掌握配音錄製的時機，在過程裡作些不少修正，當中在阿席達卡阻止小桑與黑帽大人打鬥的場面，是他自評最難錄製的一段。
小桑的配音員當初難以找到合適人選，最後敲定由過去在1994年吉卜力動畫《平成狸合戰》裡演出母狸小清的石田百合子擔任。在錄製過程裡她個人自評最感傷的一幕，為阿席達卡拯救手被莫娜咬斷的黑帽大人時，阿席達卡請求小桑援助的場景當中，小桑悲憤地對阿席達卡大喊「你閉嘴！我是山犬！」。石田百合子在劇中另飾演阿席達卡村落的少女卡雅，她對於卡雅雖尊稱阿席達卡為哥哥；但實際上兩者非兄妹而是配偶關係的設定感到意外，在錄製阿席達卡被迫遠離村落的場景裡，石田百合子有被請求要投入永生無法再見面的情感在對白裡。
扶養小桑、居於森林的神祇莫娜是女裝風格打扮的男性歌手美輪明宏所配音，宮崎駿希望他能表現出混合著母性、殘酷、慈悲等要素的聲音。其中於錄製莫娜與乙事主對話的段落裡，美輪明宏在了解到祂們兩者過去有著良好交情的如此設定時，刻意讓自己的聲音聽來較有女性味。
達達拉城人物裡頭，領導者黑帽大人是主演《阿信》等電視劇的田中裕子為人選，她自評過程中要以不刻意的聲音，來表現出此角色的魄力氣勢是最困難部份。另名達達拉城女性阿時由過去在《風之谷》為女主角娜烏西卡配音的島本須美負責，劇中裡阿時一些較粗魯豪邁的談吐行為，讓習慣用溫和口氣表現的島本須美認為是一大挑戰。阿時的丈夫甲六則由西村雅彥擔任，他為性格怯弱的甲六所表現出的哀號聲，讓宮崎駿對此認為表現地相當自然，並稱讚一聽到他的配音，就能讓人立即了解這名角色本身的個性。
與阿席達卡及黑帽大人等各方人物都有接觸的疙瘩和尚方面，在鈴木敏夫想要採用有如影星小澤昭一年輕時那種有些感覺靠不住的聲音，便挑選小林薰為人選。宮崎駿有向小林薰說明疙瘩和尚為善惡集一身、非簡單人物的角色，便在談吐時帶有著別有含義的感覺。

## 宣傳

### 方法
《魔法公主》是吉卜力在當時之前唯一有指定明確收入成績的影片，扣除給電影院利潤後60億日圓的發行收入目標，即為要超越過去最賣座吉卜力動畫《紅豬》28億日圓兩倍以上的成績，而讓鈴木敏夫投入了在此之前所未有的吉卜力影片宣傳規模。當時他在熱海與來自於德間書店、日本電視台等相關負責宣傳人士的聚會討論裡，以過去上映吉卜力作品的經驗，推論出「宣傳費用等於發行收入」的原則，便將宣傳費用拉高到60億日圓。
為了讓各地電影院負責人有意上映此片，鈴木敏夫從影片裡設法挑選可對應各地方風情的要素來作為賣點。如面對來自北海道人士便強調片中有關蝦夷及阿伊努方面的文化描繪；關西地區則提到達達拉城的煉鐵場景，並說明在關西過去一旁島根縣自古就是以吹踏鞴方式的有名煉鐵地區；九州一帶就指出片中的森林範本來自於屋久島；中部地方則另改用自身即為出生於名古屋，且為屬地職業棒球隊中日龍支持者等地緣關係來與對方話家常拉近距離。
在影片上映前當時正逢家用電腦與網際網路開始盛行的世代，鈴木敏夫有請專門人士協助建立《魔法公主》的製作日誌網站，以方便隨時可將《魔法公主》開發進度消息發佈給感興趣的影迷關注。
要交由給東寶公司所播放的廣告宣傳片方面，因寫著「過去人類曾殺死了森林的神祇」字句曾引來東寶宣傳部一方的反彈，他們向鈴木敏夫表示著在東寶的宣傳片上不宜有「殺」之類字詞。另外一些宣傳片裡有出現阿席達卡靠著受詛咒的怪力以飛箭射穿敵方脖子，讓對方首級從身體分離的暴力場面，使宮崎駿對此不滿認為會造成觀眾誤解電影主題。而鈴木敏夫對以上情況則認為就是得先揭露出電影裡殘酷的橋段，才能讓觀眾做好心理準備及覺悟來進場。

### 動畫文宣
作品的文宣經過多達4次審閱過程才最後定案。文宣創作者糸井重里最初因閱讀了1980年代的魔法公主繪本版，誤以為動畫版劇情內容與繪本版一致，而提出偏向戀情內容的文宣，之後被鈴木敏夫發覺與動畫內容不一致而回退。
後續糸井重里接連幾個文宣提案如 「生與死，想要哪個。」、「你，在守護什麼！？」等等皆無法獲得鈴木敏夫的採納。之後到了第四次提案，裡頭所寫的其中一句「活下去」則受到宮崎駿的注目。因《魔法公主》製作契機正有為了對未來抱持著不安的現代人所創作，而「活下去」正是能強烈反應出作品意圖的文宣而被採納，宮崎駿並認為「活下去」是往後人們為了生存所需必備的心態。而鈴木敏夫也注意到在影片推出前的過去幾年裡，日本社會遭遇到阪神大地震、奧姆真理教所引發松本沙林毒氣事件等等令人動盪不安的事情，以上情況讓「活下去」會是個能強烈反應出內容的有力詞句。
敲定的「活下去」文宣字句曾引來內容太哲學性，可能讓觀眾不好理解的批評。鈴木敏夫則認為過去科幻影片《星際大戰》製作人蓋瑞·柯特茲曾提出自《星際大戰》出現後，便將好萊塢電影主題從過去的主流「愛情」改帶向「哲學」之言論，而堅持若影片能點出大眾程度便可理解的哲學主題，就有機會成為熱賣的作品。

## 反應

### 票房收視
因另一部受注目的西洋片《侏羅紀公園：失落的世界》剛好與《魔法公主》同期上映，加上就算發行收入達到鈴木敏夫的目標60億日圓仍難以打平所投入宣傳費用等種種情況，當時此影片的票房表現被媒體有所疑慮。而正式上映後，在首映當日便有約25萬名觀眾進場，並且在一週內就達到觀看人數超過100萬人的成績。票房達到100億則於8月24日當天創下，其中扣掉給予劇院利潤後盈餘便超過起初鈴木敏夫預定的收入目標。後續10月30日當日票房銷售累積到161億，去掉收益分配後的96億5000萬超越了過去《E.T.外星人》在日本上映時所創下成績，成為當時日本有史以來發行收入最高的電影。隔年1月14日《魔法公主》做了第二次的排檔上映，最後累積的票房成績約為193億，發行收入成績則約113億。
日本海外方面，當時在美國上映並未達到亮眼的成績，累積的票房大約為230多萬美元，估計僅有50萬上下人數觀看。其中《魔法公主》超過2小時以上的影片長度，在當時美國動畫影片界裡是前所未見的，而片長問題加上劇情含有暴力場面，讓負責此影片在美國推出的米拉麥克斯影業董事長哈維·溫斯坦曾向吉卜力要求在上映前刪減片段。雖然米拉麥克斯影業最後未得到吉卜力的允許做影片刪減，但美國上映的版本有在片尾追加英語版的製作人員，因此比日語原版多出2分鐘多長度。亞洲部份在台灣當時約有40家電影館上映，香港則為大約22家左右。
於電視上的首播是在1999年1月22日交由日本電視台播放，當時分別在關東及關西地區創下高達35.1%及40.8%的收視率。之後在2017年為了慶祝此片上映的第20週年，於1月5日及同為宮崎駿生日的當天，有在美國當地一些電影館與另一部吉卜力短篇動畫《On Your Mark》重新上映。
2024年在台灣的威秀影城放映，得到票房前五名的佳績。

### 評價
| 媒體           | 累積平均得分 |
| -------------- | ------------ |
| AllMovie       | [ 125 ]      |
| Metacritic     | 8.8 / 10     |
| MUBI           | 4.2/5        |
| 爛番茄         | 92 / 100     |
| 網路電影資料庫 | 8.4 / 10     |
| 豆瓣           | 8.9/10       |

此影片製作人鈴木敏夫認為，吉卜力工作室之所以能成為受人期待的品牌，是建立在《魔法公主》的票房成功之上。當時在上映期間日本一些傳媒將此視為宮崎駿過往作品精華的集大成，但鈴木敏夫個人不認同這種見解，他認為宮崎駿在此作品捨棄慣用的處理技法，以及不採用個人喜愛的飛行場面，整體情況反而像是一名在接受各種新挑戰的年輕導演。與宮崎駿長期共事的高畑勳也抱持著與鈴木敏夫類似的看法，但他對於劇中所想像出的日本中古社會這一方面，認為會對缺乏歷史認知的人產生誤解印象而不敢苟同。
日本電影評論家佐藤忠男認為片中有著優異的劇情故事與森林場景描寫，是部集合了兇暴、純淨等各種元素的佳作。哲學家梅原猛比較此影片與黑澤明過去所執導的作品《亂》，表示兩者皆是在畫面流動性與美感講究上都有相似之處的好作品。動畫導演押井守認為此部片有宮崎駿常犯到的不知如何收尾結局毛病，但劇中山獸神一腳踏下土地的瞬間、讓土地上冒出花草的畫面是相當傑出的表現，整體上來說只是一部宮崎駿把他過去感興趣的歷史、人文等領域主題，在劇情沒整理好情況下湊合出來呈現給觀眾欣賞的作品。
在日本海外傳媒方面如《綜藝》雜誌評論電影裡不僅有著複雜、深入的成人劇情，而《魔法公主》如同史詩般的內容、搭配上久石讓優雅的配樂、故事裡性格豐富的角色群，結合成為了電影界最盛大的作品。《娛樂週刊》方面表示著此影片的劇情效果，足以讓多數迪士尼所出品動畫相較之下像是水準簡單的作品。《洛杉磯時報》也認可此作品為動畫界帶來了全新感官，而宮崎駿將個人想法不論應用在劇情敘述，或是嚴肅主題方面上的搭配也相當恰當。而《華盛頓郵報》則提出雖然片中確實有著精美的細節，但是角色的韻動感卻沒有達到像迪士尼動畫那般技巧，例如片中的動物在走動時，呈現肢體肌肉的動感表現就不如《小鹿斑比》般生動。
美國影評人羅傑·艾伯特給予此片4顆星高度評價，認為片中有著深層人文主義，其中影片結尾阿席達卡與小桑雖接受彼此；但皆不想奪走對方生活方式而互相給予自由的情節表現，被他認為是一般電影或動畫作品所少有的。負責阿席達卡英語版配音的演員比利·庫達普對於片中多方面角度複雜的描寫，沒有出現絕對完美、或絕對邪惡的角色存在表現手法感到印象深刻。擔任黑帽大人英語版配音的蜜妮·卓佛則表示片中最讓人注目的，便是傳達出每個人都具備著善惡、暴力、以及和平的一面，而一切最重要的便是要讓自己懂得如何來協調控制住這些情緒。。
2022年4月，《Paste (magazine)》評選前100名不限年份的最佳日本動畫電影，《魔法公主》排名第12名。2023年3月，本片在爛蕃茄發表「根據爛番茄評論家評比，100部不限時間的最佳日本動畫電影」排行榜名列第14名。

### 獎項提名
《魔法公主》在日本電影金像獎歷史中，是首部拿下最佳影片獎的動畫作品。之後曾被列在第70屆奧斯卡金像獎的最佳外語片提名清單入選作品裡，但最後未能入選成功。
| 年份   | 獎項                               | 項目                   | 結果 |
| ------ | ---------------------------------- | ---------------------- | ---- |
| 1997年 | 第1屆文部省日本新媒體動漫藝術節    | 動畫部門大獎           | 獲獎 |
| 1997年 | 第2屆神戶動畫獎                    | 劇場電影獎             | 獲獎 |
| 1997年 | 第2屆神戶動畫獎                    | 演出部門獎             | 獲獎 |
| 1997年 | 第10屆日刊體育電影大獎石原裕次郎獎 | 最佳導演獎             | 獲獎 |
| 1997年 | 第15屆GoldenGross                  | 最優秀金獎             | 獲獎 |
| 1997年 | 第15屆GoldenGross                  | 特別功勞大獎           | 獲獎 |
| 1997年 | 第16屆日經優秀產品服務獎           | 服務獎                 | 獲獎 |
| 1997年 | 第16屆日經優秀產品服務獎           | 最優秀獎               | 獲獎 |
| 1997年 | 第21屆日本電影金像獎               | 最佳影片獎             | 獲獎 |
| 1997年 | 第22屆報知電影獎                   | 特別獎                 | 獲獎 |
| 1997年 | 第39屆每日藝術獎                   | 影像、電影部門         | 獲獎 |
| 1997年 | 第40屆藍絲帶獎                     | 特別獎                 | 獲獎 |
| 1997年 | 第52屆每日電影獎                   | 日本電影大獎           | 獲獎 |
| 1997年 | 第71屆電影旬報Best Ten             | 雜誌讀者票選最佳導演獎 | 獲獎 |
| 1998年 | 第42屆黃金飛翔獎                   | 特別獎                 | 獲獎 |
| 1998年 | 第54屆讀賣電影廣告獎               | 優秀獎                 | 獲獎 |
| 2000年 | 第4屆衛星獎                        | 最佳動畫片             | 提名 |
| 2000年 | 第4屆拉斯維加斯影評人協會          | 最佳動畫片             | 提名 |
| 2000年 | 第28屆安妮獎                       | 最佳動畫導演獎         | 提名 |
| 2001年 | 第27屆土星獎                       | 最佳家庭影片獎         | 獲獎 |

### 列名項目
- 日本第19屆橫濱電影節：1997年度10大優秀電影第10名[168]
- 日本電影P.E.N Club協會：1997年度前5大日本電影第1名[169]
- 日本日本新媒體動漫藝術節多媒體藝術100選：2006年動畫部門前25位作品之一[170]
- 英國導演泰瑞·吉連評比前50大動畫作品：第26名[171]
- 英國電影雜誌《Total Film》評比前50大動畫作品：第26名[172]
- 英國電影雜誌《帝國》評比前500大最佳電影：第488名[173]
- 美國多媒體雜誌《Complex》評比前50大動畫作品：第7名[174]
- 美國電子遊戲雜誌《Gamers' Republic》：年度最佳電影[175]
- 加拿大電影介紹節目《Saturday Night at the Movies》：前20大最佳配樂動畫作品之一[176]
- 雅虎日本新聞部平成編年史：平成時代6部頂級動畫之一[註 7][177]。
- 日本網路雜誌《Japan Web Magazine》評比前30部不限年份的最佳日本動畫電影：第5名[178]。

## 周邊

### 影視產品
影片的家用錄影帶在1998年6月發行，有累積達400萬份銷售量。同一年，華特迪士尼公司取得《魔法公主》北美版錄影帶的發行授權，並交由旗下子公司米拉麥克斯影業推出。當時還米拉麥克斯影業董事長哈維·溫斯坦打算將影片內容刪減，以讓美國觀眾容易理解劇情，宮崎駿在得知後寄送了一把附有「不要砍掉」訊息的日本刀給哈維·溫斯坦，最終全片一刀不剪於北美上映。
DVD版本最早在2000年8月於北美一帶發行，當時博偉日本分部為了避免影響先推出的北美版會影響到較晚推出之日本版DVD銷售成績，便不在北美版DVD裡並添加日語配音音軌。此決策事後讓較具規模的吉卜力影迷網站Nausicaa.net、以及DVD影視論壇網站DVDTalk.com發起了請把日語配音補回北美版DVD的連署活動，而此活動最後讓北美版延遲推出並補了上日語版配音。在日本當地推出的DVD版則於2001年1月發行，銷售量約為50萬張。中文版DVD臺灣方面同由博偉發行、香港為洲立影片、中國大陸則在2002年起由中錄德加拉代理。
具更高解析畫面的BD版在2013年12月推出，當時正逢吉卜力影片《輝耀姬物語》上映期間，鈴木敏夫便有與該影片的製作人西村義明，以及女子偶像團體SKE48成員松井玲奈及松井珠理奈舉辦了《魔法公主》BD版和《輝耀姬物語》的宣傳活動。
由TVMAN UNION電視公司的電視片製作人浦谷年良所拍攝此影片創作流程之紀錄片《魔法公主是這樣誕生的》，是在1998年期間推出，內容為包含3卷錄影帶、長達6小時多的作品，並有在2001年重製成DVD版發行。

### 音樂專輯

#### 單曲
以米良美一所演唱電影插入歌發表出的單曲CD，在當時有達到60萬張左右的銷售成績，該歌曲並有獲得到1997年第39屆日本唱片大獎的作曲獎。

#### 印象專輯
原聲帶的雛形印象專輯在1996年發行時銷售成績約7萬張，後續在2004年重新發行時則約賣出5千張。印象專輯所含的曲目，在久石讓進入正式電影配樂的創作期間多數遭受捨棄，最後留下的僅有開頭曲《阿席達卡傳奇》、同片名的演唱歌《魔法公主》、以及最後的曲目《阿席達卡與小桑》。
| 曲目                  | 創作/演唱                                |
| --------------------- | ---------------------------------------- |
| 1.阿席達卡傳奇（アシタカ𦻙記）    | 作曲：久石讓                             |
| 2.邪魔神（）          | 作曲：久石讓                             |
| 3.被遺忘的人民（）    | 作曲：久石讓                             |
| 4.魔法公主（）        | 作詞：宮崎駿 作曲：久石讓 演唱：藤澤麻衣 |
| 5.亞克路（）          | 作曲：久石讓                             |
| 6.山獸神森林（）      | 作曲：久石讓                             |
| 7.黑帽大人（）        | 作曲：久石讓                             |
| 8.木靈們（）          | 作曲：久石讓                             |
| 9.犬神莫娜（）        | 作曲：久石讓                             |
| 10.阿席達卡與小桑（） | 作曲：久石讓                             |

#### 原聲帶
電影原聲帶CD除了在日本當地銷售量有達到50萬張左右的成績外，也有獲得第39屆日本唱片大獎的企劃獎。
| 曲目                          | 創作/演唱                                |
| ----------------------------- | ---------------------------------------- |
| 1.阿席達卡傳奇（アシタカ𦻙記）            | 作曲：久石讓                             |
| 2.邪魔神（）                  | 作曲：久石讓                             |
| 3.向西方的旅程（）            | 作曲：久石讓                             |
| 4.被詛咒的力量（）            | 作曲：久石讓                             |
| 5.穢土（）                    | 作曲：久石讓                             |
| 6.初逢（）                    | 作曲：久石讓                             |
| 7.木靈們（）                  | 作曲：久石讓                             |
| 8.眾神之森（）                | 作曲：久石讓                             |
| 9.日落的達達拉城（）          | 作曲：久石讓                             |
| 10.邪魔神II～被奪走的山林（） | 作曲：久石讓                             |
| 11.黑帽大人（）               | 作曲：久石讓                             |
| 12.達達拉女工的主題歌（）     | 作詞：宮崎駿 作曲：久石讓                |
| 13.修羅（）                   | 作曲：久石讓                             |
| 14.來自東方的少年（）         | 作曲：久石讓                             |
| 15.安魂曲（）                 | 作曲：久石讓                             |
| 16.活下去（）                 | 作曲：久石讓                             |
| 17.山獸神森林的倆人（）       | 作曲：久石讓                             |
| 18.魔法公主─演奏版（）        | 作曲：久石讓                             |
| 19.安魂曲II（）               | 作曲：久石讓                             |
| 20.魔法公主─演唱版（）        | 詞：宮崎駿 曲：久石讓 演唱：米良美一     |
| 21.戰場裡的太鼓聲（）         | 作曲：久石讓                             |
| 22.達達拉城前的戰鬥（）       | 作曲：久石讓                             |
| 23.被詛咒的力量II（）         | 作曲：久石讓                             |
| 24.安魂曲III（）              | 作曲：久石讓                             |
| 25.敗北（）                   | 作曲：久石讓                             |
| 26.邪魔神III（）              | 作曲：久石讓                             |
| 27.死與生的柔調曲（）         | 作曲：久石讓                             |
| 28.黃泉世界（）               | 作曲：久石讓                             |
| 29.黃泉世界II（）             | 作曲：久石讓                             |
| 30.死與生的柔調曲II（）       | 作曲：久石讓                             |
| 31.阿席達卡與小桑（）         | 作曲：久石讓                             |
| 32.魔法公主─片尾曲（）        | 作詞：宮崎駿 作曲：久石讓 演唱：米良美一 |
| 33.阿席達卡傳奇─片尾曲（）    | 作曲：久石讓                             |

#### 交響樂版專輯
此專輯的製作契機，出自於久石讓想要聆聽以一流交響樂來演奏曲目《阿席達卡傳奇》的念頭。之後1998年前往匈牙利與馬利歐·克萊門斯（Mario Klemens）合作，在魯道夫音樂廳裡的德弗札克廳（Dvořák Hall）完成了這張專輯。另交響樂版專輯的銷售成績則約8萬張。
| 曲目                           | 指揮/創作/演奏                                                |
| ------------------------------ | ------------------------------------------------------------- |
| 1.阿席達卡傳奇（アシタカ𦻙記）             | 指揮：馬利歐·克萊門斯 作曲：久石讓 演奏：久石讓、捷克愛樂樂團 |
| 2.邪魔神（TA・TA・RI・GAMI）   | 指揮：馬利歐·克萊門斯 作曲：久石讓 演奏：久石讓、捷克愛樂樂團 |
| 3.向西方的旅程（）             | 指揮：馬利歐·克萊門斯 作曲：久石讓 演奏：久石讓、捷克愛樂樂團 |
| 4.魔法公主（）                 | 指揮：馬利歐·克萊門斯 作曲：久石讓 演奏：久石讓、捷克愛樂樂團 |
| 5.山獸神森林（）               | 指揮：馬利歐·克萊門斯 作曲：久石讓 演奏：久石讓、捷克愛樂樂團 |
| 6.安魂曲～被詛咒的力量（）     | 指揮：馬利歐·克萊門斯 作曲：久石讓 演奏：久石讓、捷克愛樂樂團 |
| 7.黃泉世界～死與生的柔調曲（） | 指揮：馬利歐·克萊門斯 作曲：久石讓 演奏：久石讓、捷克愛樂樂團 |
| 8.阿席達卡與小桑（）           | 指揮：馬利歐·克萊門斯 作曲：久石讓 演奏：久石讓、捷克愛樂樂團 |

## 舞台劇版
在2012年期間，英國劇團Whole Hog Theatre策劃將《魔法公主》改編為舞台劇於倫敦的New Diorama劇院上映。其中與宮崎駿有往來關係的英國動畫導演尼克·帕克，協助了Whole Hog Theatre與吉卜力之間的聯繫。
內容是由亞歷珊卓·盧特（Alexandra Rutter）女士編導，麥克西米利亞·特洛伊·泰勒（Maximillian Troy Tyler）與梅依·麥克（Mei Mac）分別飾演阿席達卡與小桑。所使用到的場景道具方面，是透過回收資源物件來再利用所打造出。
舞台劇在宣佈公演後，有達到3天內門票銷售一空的成績。首次上演是在2013年4月初，之後於2013年4月底至5月初前往日本東京的AiiA 2.5劇院進行海外表演，並有在5月期間透過影片分享網站niconico動畫進行線上播放。在宣佈從日本返回英國後要於6月進行國內第二次公演時的消息時，則超越前次在4個半小時內售完門票。

## 外部連結
- 保存於網際網路檔案館的《魔法公主》英語版官方網站（英文）
- 保存於網際網路檔案館的《魔法公主》舞台劇版本官方網站（日語）
- 吉卜力工作室的《魔法公主》官方製作日誌 （页面存档备份，存于）（日語）
- 互联网电影数据库（IMDb）上《魔法公主》的资料（英文）
- 大卡通資料庫上《魔法公主》的資料（英文）

- 豆瓣电影上《魔法公主》的資料 （简体中文）
- AllMovie上《魔法公主》的资料（英文）
- Box Office Mojo上《魔法公主》的資料（英文）
- 爛番茄上《魔法公主》的資料（英文）
- 魔法公主（movie）在動畫新聞網百科全書中的資料（英文）